# Elsa Fàbregas i Munill
Elsa Fàbregas i Munill (Buenos Aires, 30 de desembre del 1921 - Barcelona, 21 de desembre del 2008) va ser una de les actrius de doblatge més importants i reconegudes d'Espanya. Va impartir classes en algunes escoles de doblatge.

## Trajectòria
Diverses fonts apunten que la seva primera intervenció en un doblatge va ser l'any 1933 a Draps i ferro vell, el primer doblatge català de la història. Altres apunten que ho feu l'any 1935 per al film Le Petit Jacques. Des d'aleshores va anar acumulant treballs fins a arribar a la xifra de 800 pel·lícules i més de 70 anys en la professió del doblatge.
Veu habitual de moltes de les grans actrius de l'època daurada de Hollywood (entre altres Doris Day, la seva preferida, o Katharine Hepburn), una de les seves aportacions recordades com a més emblemàtiques va ser el seu doblatge al castellà del personatge Escarlata O'Hara de Vivien Leigh al film Allò que el vent s'endugué, fet entre finals de 1948 i principis de 1949.
Alguns dels seus grans papers foren el de Rita Hayworth a Gilda (1945), Gloria Swanson a Sunset Boulevard (1952) o el de Bette Davis a Què se n'ha fet, de Baby Jane?. Va doblar també a altres actrius com ara Judy Garland (a El màgic d'Oz), Ava Gardner (a The Snows of Kilimanjaro), Katharine Hepburn (a La reina d'Àfrica), Judi Dench (en el paper de Lady Bracknell a La importància de ser franc), Shirley MacLaine, Doris Day, Ingrid Bergman, Lauren Bacall, Anne Bancroft, Angie Dickinson, Elizabeth Taylor, Sofia Loren o Gina Lollobrigida. A banda, també va posar la veu la professora Minerva McGonagall de la saga de pel·lícules de Harry Potter, interpretada per Maggie Smith.
En l'àmbit de l'audiovisual infantil català feu la veu del personatge de la Bruixa Avorrida de Les Tres Bessones i La Bruixa Avorrida.
El seu oncle Emili era el popular Senyor Dalmau de Ràdio Barcelona i la seva tia, Marta Fàbregas, actriu de teatre i també dobladora.